# Bourdeau
Bourdeau település Franciaországban, Savoie megyében. Lakosainak száma 579 fő (2022. január 1.). Bourdeau Le Bourget-du-Lac, La Chapelle-du-Mont-du-Chat, Saint-Jean-de-Chevelu, Saint-Paul-sur-Yenne, Tresserve és Aix-les-Bains községekkel határos.

## Népesség
A település népességének változása:
| Lakosok száma | 553  | 545  | 570  | 555  | 565  | 574  | 579  | 579  | 579  |
|               | 2013 | 2015 | 2016 | 2017 | 2018 | 2019 | 2020 | 2021 | 2022 |